# 걸스카우트 국제야영
걸스카우트 국제야영(The Girl Scout International Camp, Korea)는 한국걸스카우트연맹에서 주최하는 대회이며, 여자 청소년 대상으로 수천 명의 스카우트가 모인다.

## 역대 대회
| 연도   | 대회                          | 주제                                   | 장소                        | 날짜                                                  | 참가자 | 참가국 | 영상 | 비고  |
| ------ | ----------------------------- | -------------------------------------- | --------------------------- | ----------------------------------------------------- | ------ | ------ | ---- | ----- |
| 1970년 | 제1회 걸스카우트 국제야영대회 | 힘차게 잡은 손에 알찬 내일이           | 태릉                        | 1970년 8월 5일 ~ 8월 13일                             | 746    | 7      |      |       |
| 1976년 | 제2회 걸스카우트 국제야영대회 | 내 나라를 깨끗이, 내 이웃을 따뜻이     | 서울여자대학교              | 1976년 8월 1일 ~ 8월 8일                              | 1,269  | ?      |      |       |
| 1981년 | 제3회 걸스카우트 국제야영대회 | 우리는 하나                            | 서울여자대학교              | 1981년 8월 4일 ~ 8월 10일                             | 2,323  | ?      |      |       |
| 1985년 | 제4회 걸스카우트 국제야영     | 조국 산천을 아름답게                   | 덕유대 종합야영장           | 1985년 7월 25일 ~ 7월 30일                            | 7,177  | 7      |      |       |
| 1989년 | 제5회 걸스카우트 국제야영     | 평화의 전달자, 걸스카우트              | 미사리조정경기장            | 1989년 7월 25일 ~ 7월 28일                            | 5,588  | 4      |      |       |
| 1992년 | 제6회 걸스카우트 국제야영     | 우리는 세상을 변화 시킬 수 있어요      | 제주도 비자림 청소년수련소  | 1992년 7월 29일 ~ 8월 4일                             | 1,726  | 10     |      |       |
| 1997년 | 제7회 걸스카우트 국제야영대회 | 소중한 우리, 우리가 만드는 세계        | 덕유산 야영장               | 1997년 7월 25일 ~ 7월 31일                            | 6,538  | 16     |      |       |
| 2001년 | 제8회 걸스카우트 국제야영     | Action 2001, 힘찬 비상                 | 덕유산 야영장 / 무주리조트  | 2001년 7월 25일 ~ 7월 31일                            | 9,882  | 18     |      |       |
| 2003년 | 제9회 걸스카우트 국제야영     | Let"s Go for Peace                     | 세계잼버리수련장            | 2003년 8월 5일 ~ 8월 9일                              | 9,920  | 17     |      |       |
| 2005년 | 제10회 걸스카우트 국제야영    | Green, Giving, Global                  | 덕유대 야영장 / 무주리조트  | 2005년 8월 8일 ~ 8월 14일                             | 10,959 | 19     | ●    |       |
| 2007년 | 제11회 걸스카우트 국제야영    | Our Challenge for the Better World     | 덕유대 야영장 / 무주리조트  | 2007년 7월 23일 ~ 7월 27일 2007년 7월 22일 ~ 7월 28일 | 10,088 | 22     | ●    |       |
| 2009년 | 제12회 걸스카우트 국제야영    | Make Your Tomorrow                     | 인천대공원 및 인천 인근지역 | 2009년 8월 5일 ~ 8월 11일                             | 8,877  | 40     | ●    |       |
| 2011년 | 제13회 걸스카우트 국제야영    | Plant! Grow! Share!                    | 세계잼버리수련장            | 2011년 7월 25일 ~ 7월 31일                            | 8,600  | 20     | ●    |       |
| 2013년 | 제14회 걸스카우트 국제야영    | We, Lead the Change!                   | 고산자연휴양림 내 캠핑장    | 2013년 7월 28일 ~ 8월 3일                             | 5,888  | 20     | ●    |       |
| 2015년 | 제15회 걸스카우트 국제야영    | Free Being Me                          | 세계잼버리수련장            | 2015년 7월 30일 ~ 8월 5일                             | 4,381  | 11     | ●    |       |
| 2017년 | 제16회 걸스카우트 국제야영    | Act! Connect! Empower!                 | 당남리섬                    | 2017년 7월 31일 ~ 8월 6일                             | 4,772  | 14     | ●    |       |
| 2019년 | 제17회 걸스카우트 국제야영    | 평화를 위한! Connect! Grow! Impact!    | 세계잼버리수련장            | 2019년 8월 5일 ~ 8월 9일                              | 3,200  | 12     | ●    |       |
| 2021년 | 제18회 걸스카우트 e-국제야영  | 기회와 도전으로 무한한 가능성을 만들다 | 온라인                      | 2021년 8월 1일 ~ 8월 20일                             | 8,141  | ―      | ●    | [ 4 ] |
| 2023년 | 제19회 걸스카우트 국제야영    | Together in the Nature!                | 경기도 청소년야영장         | 2023년 10월 6일 ~ 10월 9일                            |        |        |      |       |